# Чон Со Йон
Чон Сойон (кор. 정 소영; нар. 4 березня 1967) — південнокорейська бадмінтоністка, олімпійська чемпіонка.

## Спортивні досягнення
Чемпіонка літніх Олімпійських ігор 1992 в Барселоні в жіночому парному розряді (з Хван Хейон).
Тричі бронзова призерка чемпіонатів світу з бадмінтону: 1987 року в парному жіночому розряді (з Кім Юн Я), 1991 року в парному жіночому розряді (з Хван Хейон) та 1993 року в парному жіночому розряді (з Кіль Йон А).